# Национальный музей природы и науки
Национальный музей природы и науки (яп. 国立科学博物館 Кокурицу кагаку хакубуцукан) — музей, расположенный в северо-восточной части японского парка Уэно, Токио. Музей предлагает экспозиции, рассказывающие об эволюции живых организмов на Земле, экосистемах, истории развития научных знаний, о современных технологиях. Также посетители имеют возможность провести интерактивные научные эксперименты.

## История музея
Музей, открывшийся для публики в 1871 году, в разное время имел различные названия: Музей Министерства Образования, Токийский музей, Токийский музей науки, Национальный музей науки, а начиная с 2007 года по сегодняшний день — Национальный музей природы и науки.
В 1990-е — 2000-е годы Музей был модернизирован. В апреле 1999 года открылось новое здание, в котором в настоящее время располагается Глобальная галерея. В 2006 году начал работу Театр-360. В 2008 году бывшее Главное здание музея, которое теперь занимает Японская галерея, было объявлено национальным культурным наследием.

## Структура музея
Музей включает Глобальную галерею, посвященную планете в целом, и Японскую галерею. Экспозиции находятся в разных зданиях: Японская галерея — в бывшем Главном здании музея, Глобальная галерея — в новом здании за ним. В здании Японской галереи расположен 3D-кинотеатр с углом обзора в 360 градусов — «Театр-360».

### Глобальная галерея
Шесть этажей галереи включают разделы:
- «Мир природы» — о пространстве, материи и законах природы
- «Эволюция жизни на Земле»
- «Загадки динозавров»
- «Разнообразие видов»
- «Прогресс науки и технологий»
- «Животные Земли»

На крыше здания находится сад, насчитывающий около 160 видов трав, используемых человеком, и зонтики от солнца, автоматически раскрывающиеся при вашем приближении.
В галерее посетителям предоставляется возможность самостоятельно провести увлекательные опыты по физике и интерактивно ознакомиться с жизнью леса.

### Японская галерея
Здание Японской галереи, построенное в стиле неоренессанса, было завершено в 1930 году. В плане оно имеет форму аэроплана, который в то время был символом передовых технологий.
В галерее представлены следующие экспозиции:
- Формирование Японского архипелага и его геология. Древние ископаемые. Ледниковый период.
- Природные зоны Японских островов. Окружающие моря. Геологическая активность. Минералы и метеориты.
- Животный мир Японских островов.
- Заселение Японского архипелага человеком. Древние периоды: Палеолит, Дзёмон, Яёй. Формирование современного человека. Роль риса в культуре Японии.

### Театр-360
Театр-360 был открыт для публики 21 декабря 2006 года. Он представляет собой сферический 3D-кинотеатр, в котором зритель со всех сторон окружён объемным звуком и изображением. Театр-360 был впервые представлен в японском павильоне международной выставки Экспо-2005 в Японии под названием «Комната Земли». После закрытия выставки экспонат был отправлен в Национальный музей природы и науки, где и получил своё нынешнее имя. Его сфера имеет 12,8 м в диаметре, её поверхность представляет собой бесшовный 3D-экран. Размер был выбран символически — он приблизительно составляет одну миллионную диаметра Земли. Посетители находятся на мостике в центре сферы.
Демонстрируемые фильмы посвящены происхождению Вселенной, миру динозавров, дрейфу материков, пищевым цепочкам. Каждый фильм длится 8 минут. В дополнение к фильмам Экспо-2005, музей создал четыре собственных фильма для Театра-360.

## Галерея

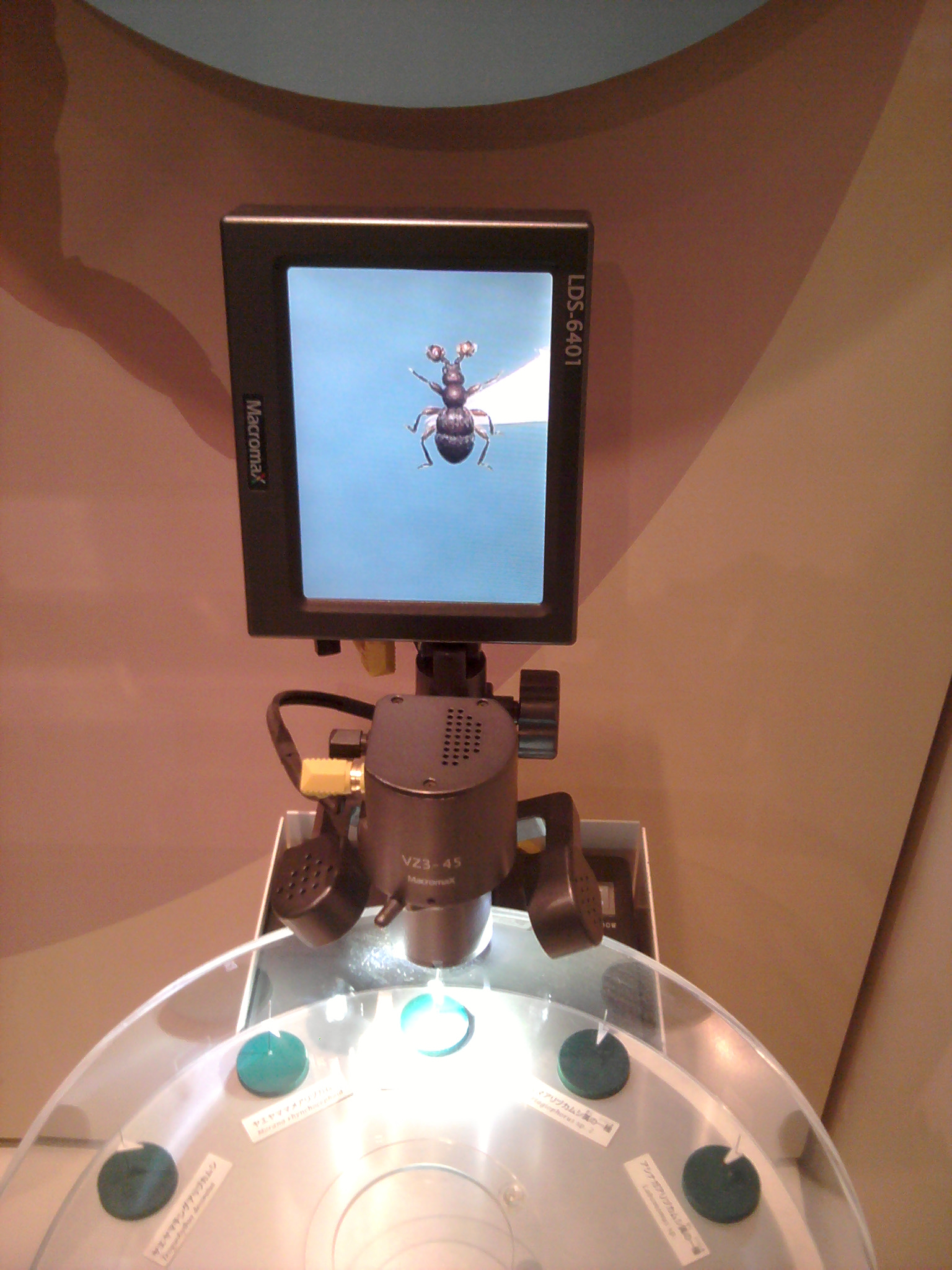
Насекомое на экране микроскопа.
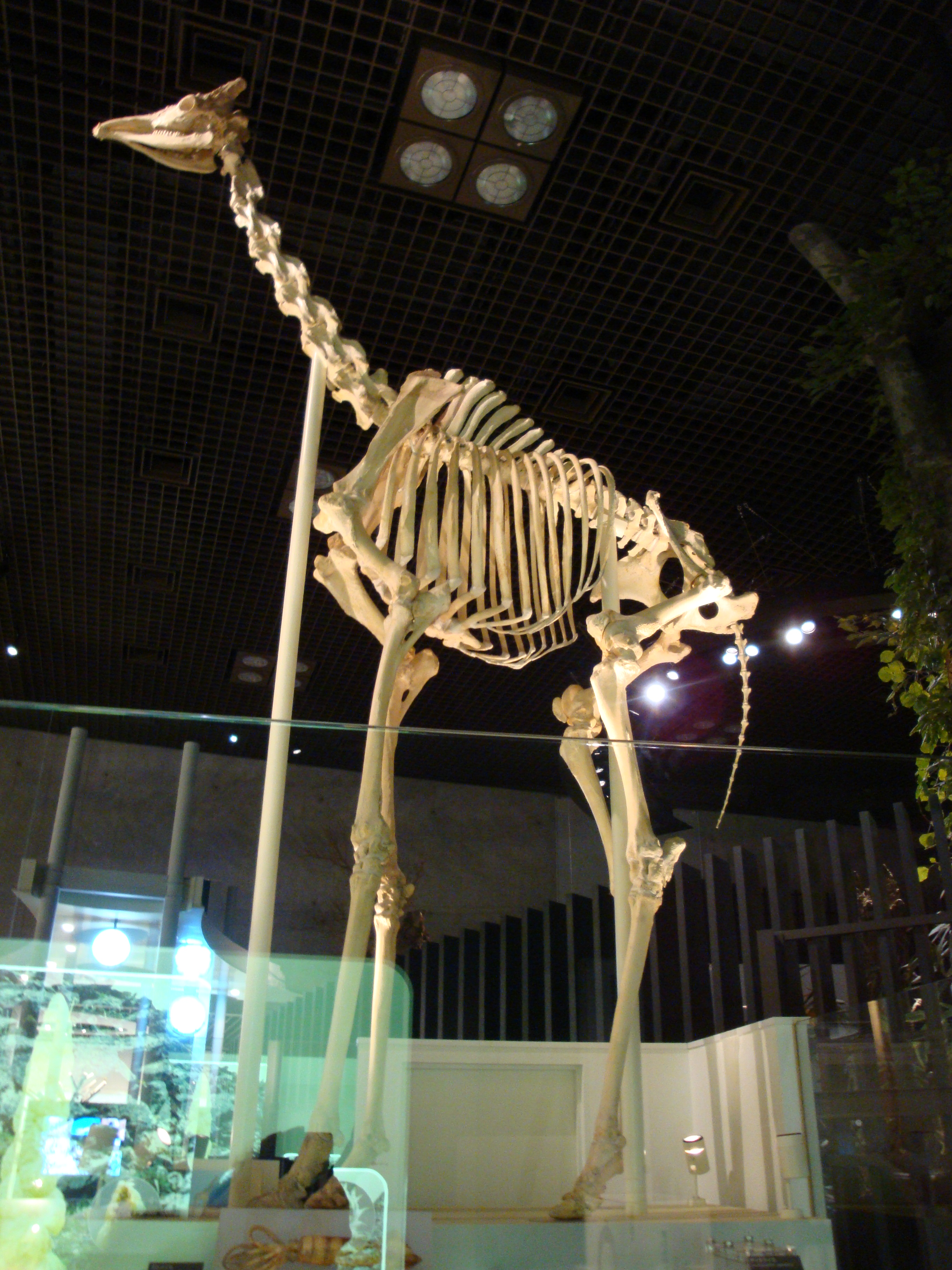
Скелет жирафа.
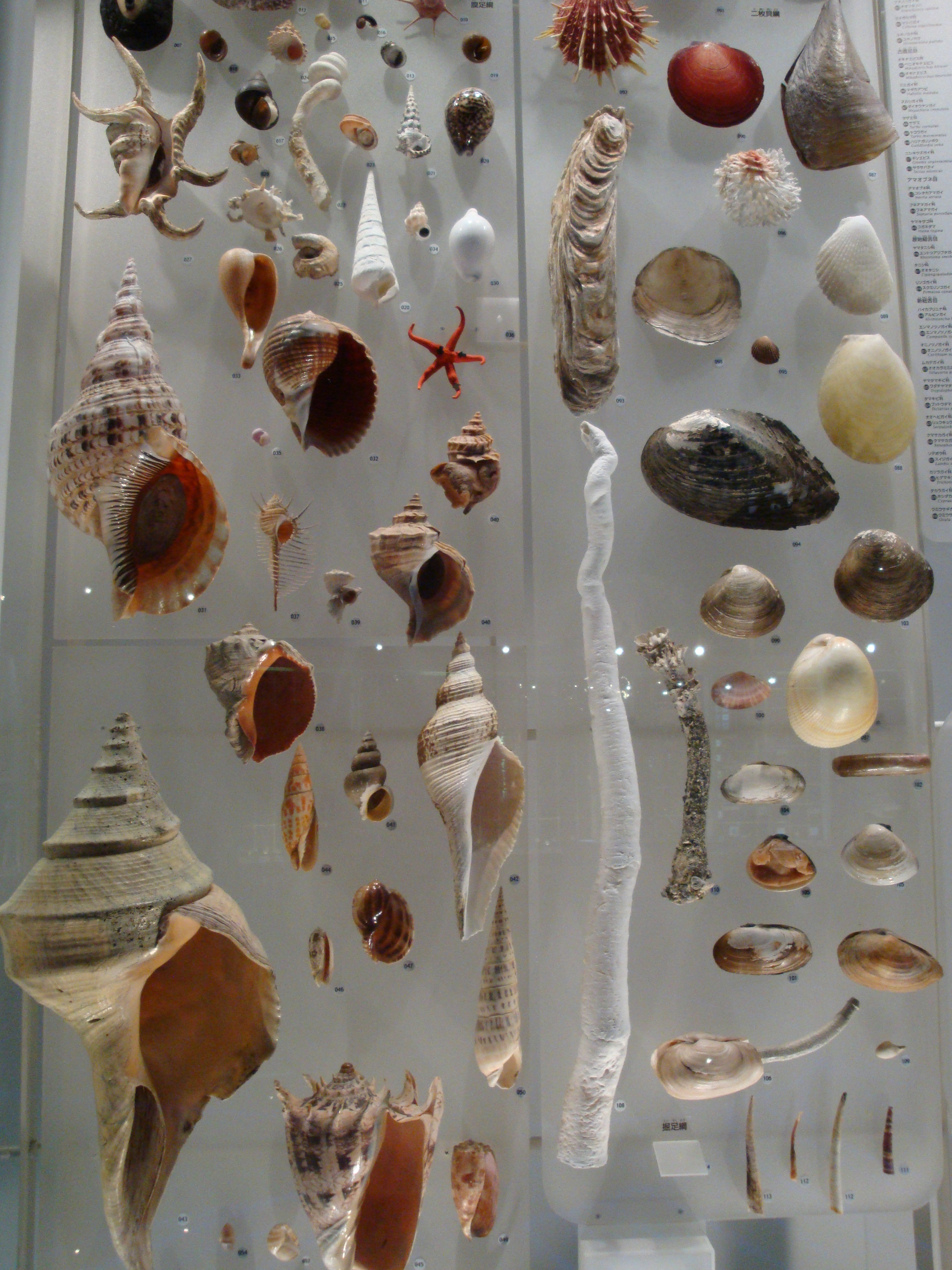
Коллекция раковин.
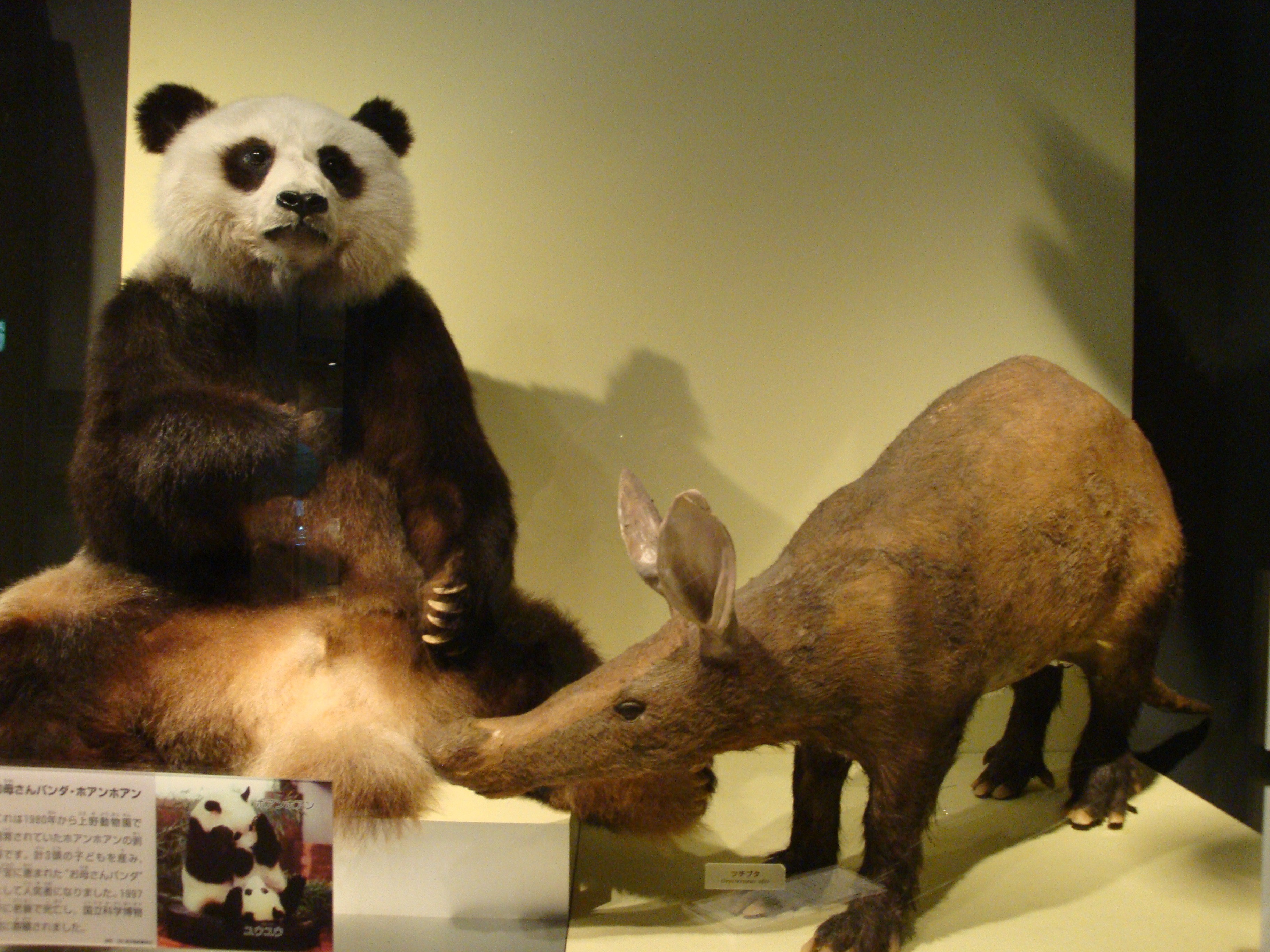
Чучела панды и трубкозуба.
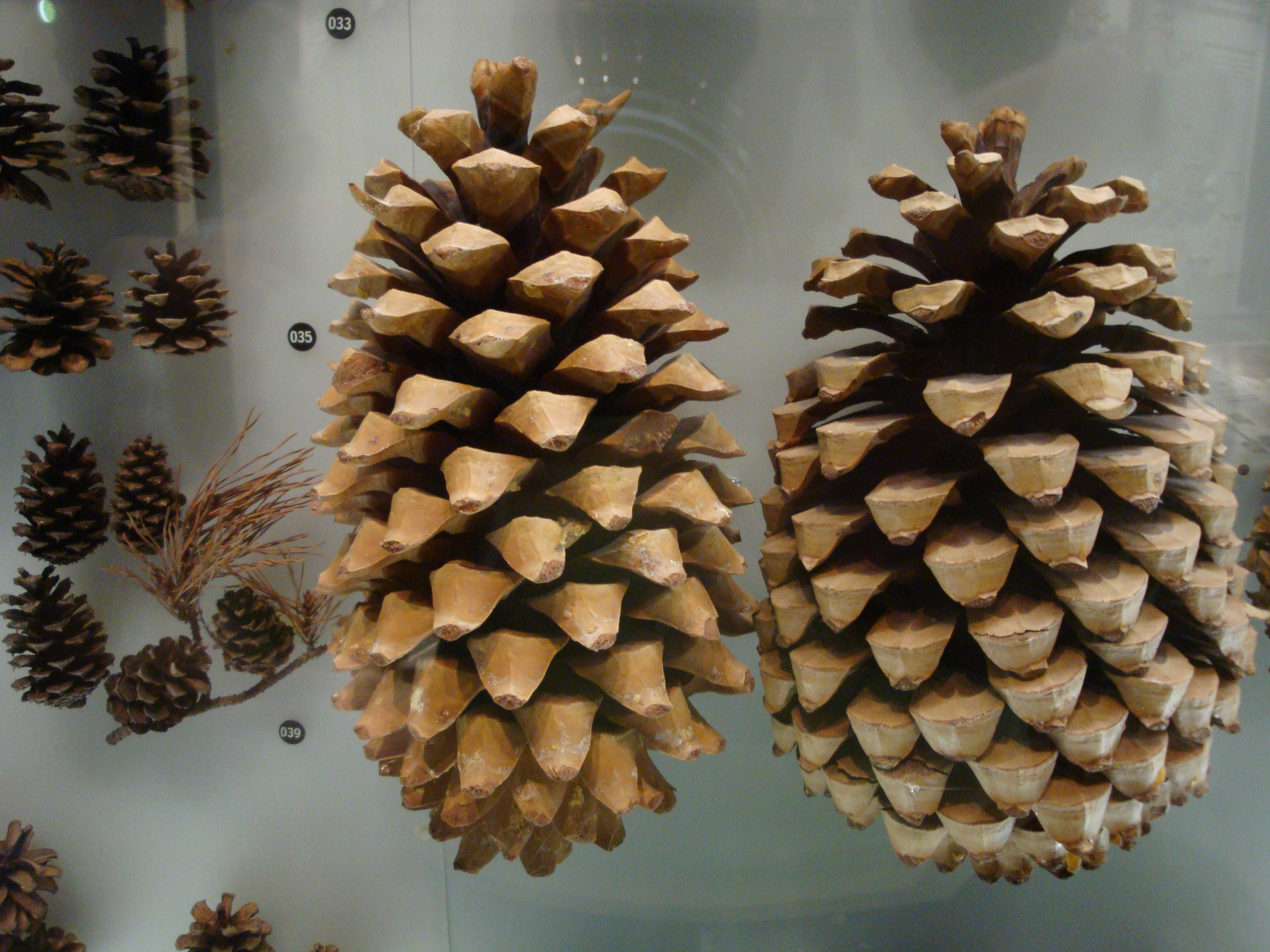
Коллекция шишек.
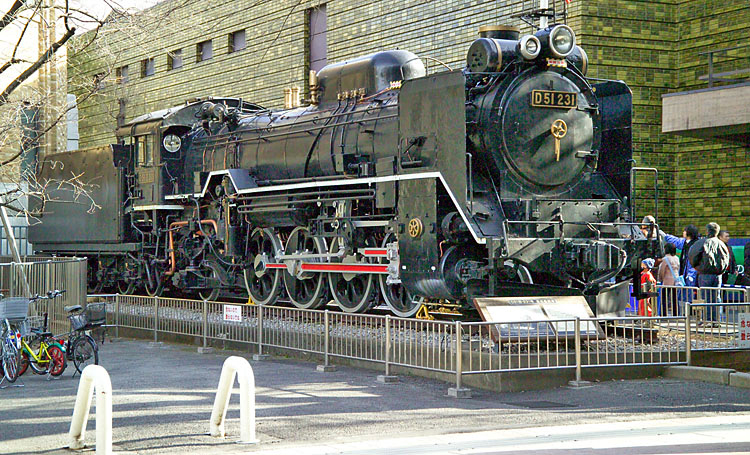
Паровоз перед зданием музея.
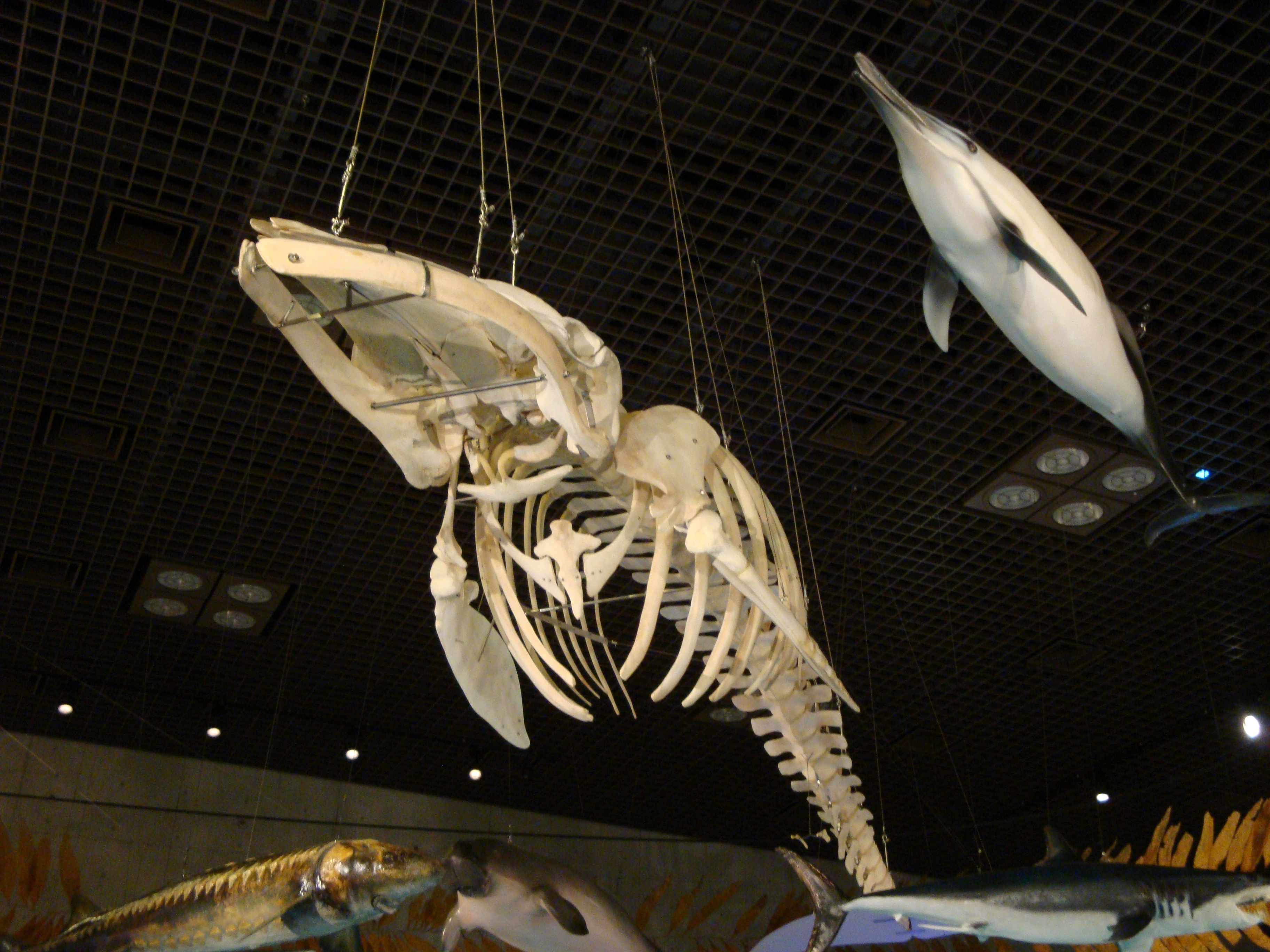
Скелет кита.
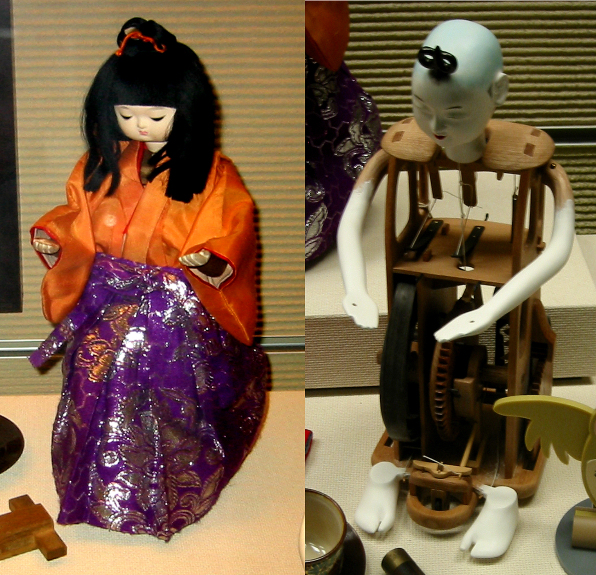
Механическая кукла, подающая чай, XIX век.